# TCP10L
TCP10L‏ (Putative uncharacterized protein encoded by LINC00846) هوَ بروتين يُشَفر بواسطة جين TCP10L في الإنسان.